# 我的奇妙男友2之恋恋不忘
《我的奇妙男友2之恋恋不忘》（英語：Unforgettable Impression），2019年中国大陸偶像剧。由Mike D. Angelo、虞书欣领衔主演，芒果TV于2019年2月14日首播。台灣OTT平台LiTV 線上影視、HamiVideo、KKTV、MyVideo全套上架。

## 播出时间
| 频道          | 所在地                        | 播映日期      | 播出时间               | 备注 |
| ------------- | ----------------------------- | ------------- | ---------------------- | ---- |
| 芒果TV        | 中国大陆                      | 2019年2月14日 |                        |      |
| Vidfish       | 新加坡， 马来西亚, 印度尼西亞 | 2019年2月14日 |                        |      |
| dimsum        | 马来西亚 新加坡               | 2019年2月14日 | 晚上8点                |      |
| E樂           | 新加坡                        | 2019年3月27日 | 星期一至五 23:00-00:00 |      |
| MyVideo       | 臺灣                          | 2022年2月16日 | 全套上架               |      |
| LiTV 線上影視 | 臺灣                          |               |                        |      |
| HamiVideo     | 臺灣                          |               |                        |      |
| KKTV          | 臺灣                          |               |                        |      |

## 演员列表

### 主要演员
| 演員           | 角色   | 介紹                                                                                                 |
| Mike D. Angelo | 薛灵乔 | 超级人类，傲娇面瘫的薛灵乔华丽转身成为情话王，也不再是一个人的战斗，而是组团出击，和暗黑势力做斗争。 |
| 虞书欣         | 田净植 | 一个怀有特异宝宝的妈妈，天然衰的田净植打通了任督二脉一跃成为国民女神。                               |

### 其他演员
| 演員   | 角色          | 介紹 |
| 李歌洋 | 云臻          | 与薛灵乔一样，也是基因突变的超级人类，活了三百多年，他多金更多情，颜值高又新潮，身边从来不缺追捧者，是万千少男少女的梦中情人，过着如同明星般耀眼又充满戏剧性的生活。他表面玩世不恭，处处留情，内心却是常人无法体会的孤寂。 |
| 田依桐 | 叶美笑        | 富家千金，外表冷艳、独立果敢，个性鲜明的她与田净植惺惺相惜。她为爱执着坚持，因儿时与云臻的一次偶遇，便对他情有独钟，化身“忠犬系”女友，默默地守护与等待，牵扯出二人一段妙趣横生的追爱之旅。                                 |
| 付嘉   | 李晏之        | 警察、田净植前男友，默默守护田净植，负责查证基因突变人的案件。 |
| 杨逸飞 | 冯冻冻/冯热热 | 身兼双重身份的他，一个身份是田净植的男闺蜜助理，个性软弱却对田净植忠心不二；另一个身份则是一名神秘的网络黑客，多次遭遇神秘事件的田净植和薛灵乔，都是他化身为黑客帮助她们化险为夷。                                         |
| 魏哲鸣 | 江亦恒        | 基因突变者,也是S组织成员之一，田净植的医生，腹黑男。 |
| 杨之楹 | 白露          | 基因突变者,也是S组织成员之一，她精通电脑，性格高冷，总是拒人千里之外，实际上她很害怕被人发现。 |
| 秦沛   | 秋國霖        | 秋美云的父親，田净植的外公。 |
| 刘冠翔 | 秋月白        | 基因突变者，S组织创始人，田净植的舅舅，成熟霸道总裁。 |
| 田丽   | 秋美云        | 田净植的母亲，毒舌的辣妈，虽然喜欢吐槽自己女儿的，但其实很关心并疼爱她。 |
| 张立威 | 老田          | 田净植的爸爸。 |
| 張磊   | 岳青          | 秋國霖的特助。 |

## 电视原声带
| 曲序 | 曲目                           | 演唱            |
| ---- | ------------------------------ | --------------- |
| 1.   | 天分（主題曲）                 | 張韶涵          |
| 2.   | Will You Love Me（摯愛主題曲） | 胡夏            |
| 3.   | 戀愛練習題（心動主題曲）       | 虞書欣          |
| 4.   | 超能守護神（守護主題曲）       | Teamspark火星團 |